# Kostel svatého Václava (Lovčičky)
Kostel svatého Václava je římskokatolický chrám v obci Lovčičky v okrese Vyškov. Je chráněn jako kulturní památka. Kostel pochází ze 2. poloviny 15. století, věž byla přistavěna po roce 1690.
Jde o filiální kostel farnosti Otnice.

## Historie
Původní kostel v Lovčičkách je doložen od 70. let 14. století. Fara v Lovčičkách je poprvé zmiňována k roku 1371, samotný kostel pak v písemnosti z roku 1376. Nynější kostel pochází převážně ze 2. poloviny 15. století, kdy byla postavena loď s kněžištěm a sakristií. Osud kostela během husitských válek je neznámý. Další zmínky o kostele jsou datovány do let 1531 a 1568. Koncem 16. století začali na lovčické faře působit luteránští kněží, kteří zde setrvali několik desetiletí. Po požáru v roce 1690 došlo k přístavbě kostelní věže a pravděpodobně tehdy také k prolomení nových půlkruhových oken kostelní lodě a kněžiště. Roku 1849 bylo ke kostelu z jižní strany vybudováno kamenné schodiště se 63 schody. V roce 1895, při pokládání nové dlažby pod hlavním oltářem, byla nalezena hrobka se třemi náhrobky, pocházejících pravděpodobně z počátku 17. století.

## Popis
Kostel se nachází na severovýchodním okraji obce, na jižním úpatí vrchu Na Skalách. Z jižní strany kryje kostel ohradní zeď z lomového kamene. Ve svahu na jeho severní straně se rozkládá hřbitov. Přístup ke kostelu je z jižní strany kamenným schodištěm.
Kostel svatého Václava je jednolodní orientovaná stavba s odsazeným kněžištěm, zakončeným rovnou zdí a opatřeným opěrnými pilíři. Při severní straně kněžiště stojí obdélná sakristie. K západnímu průčelí lodi přiléhá hranolová věž. V bočních zdech lodi a kněžiště jsou prolomena půlkruhová okna, na východní straně kněžiště se nachází malé kruhové okno. Věž je opatřena vysokými okny s půlkruhovým klenutím. Vstup do kostela se nachází na západní straně věže. Kněžiště je zaklenuto křížovou žebrovou klenbou, sakristie klenbou valenou. Loď kostela má strop plochý, v její západní části se nalézá dřevěná hudební kruchta z 19. století.
Uvnitř kostela se nacházejí tři oltáře: hlavní s obrazem svatého Václava a dva vedlejší, s obrazy svatého Mikuláše a svatého Jana Nepomuckého. Obrazy na vedlejších oltářích pocházejí z 1. poloviny 18. století. V lovčickém kostele jsou umístěny od roku 1784, kdy sem byly přivezeny ze zrušeného zábrdovického kláštera premonstrátů. Obraz sv. Václava pochází z přelomu 19. a 20. století.

## Galerie

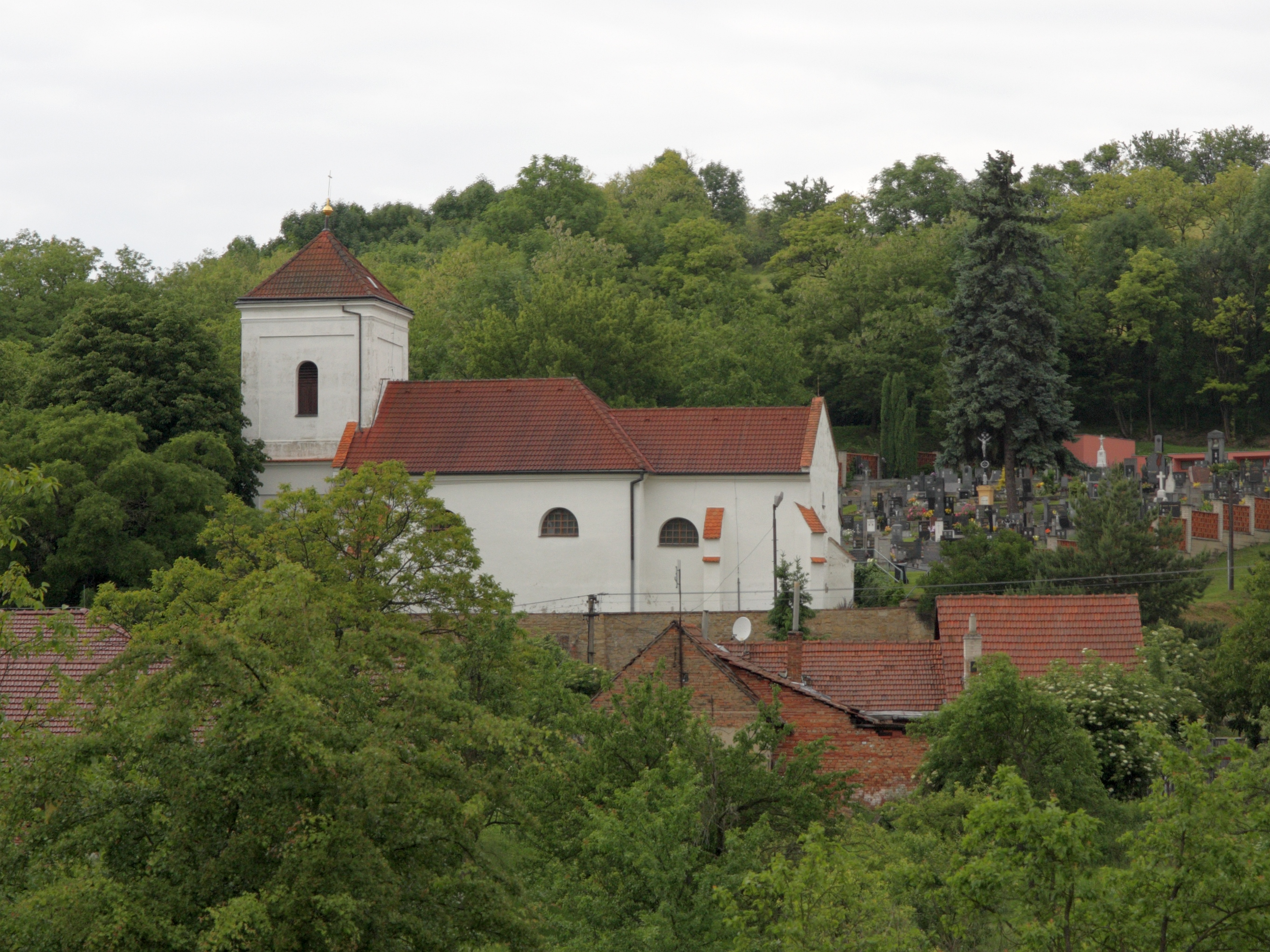
Pohled od jihu
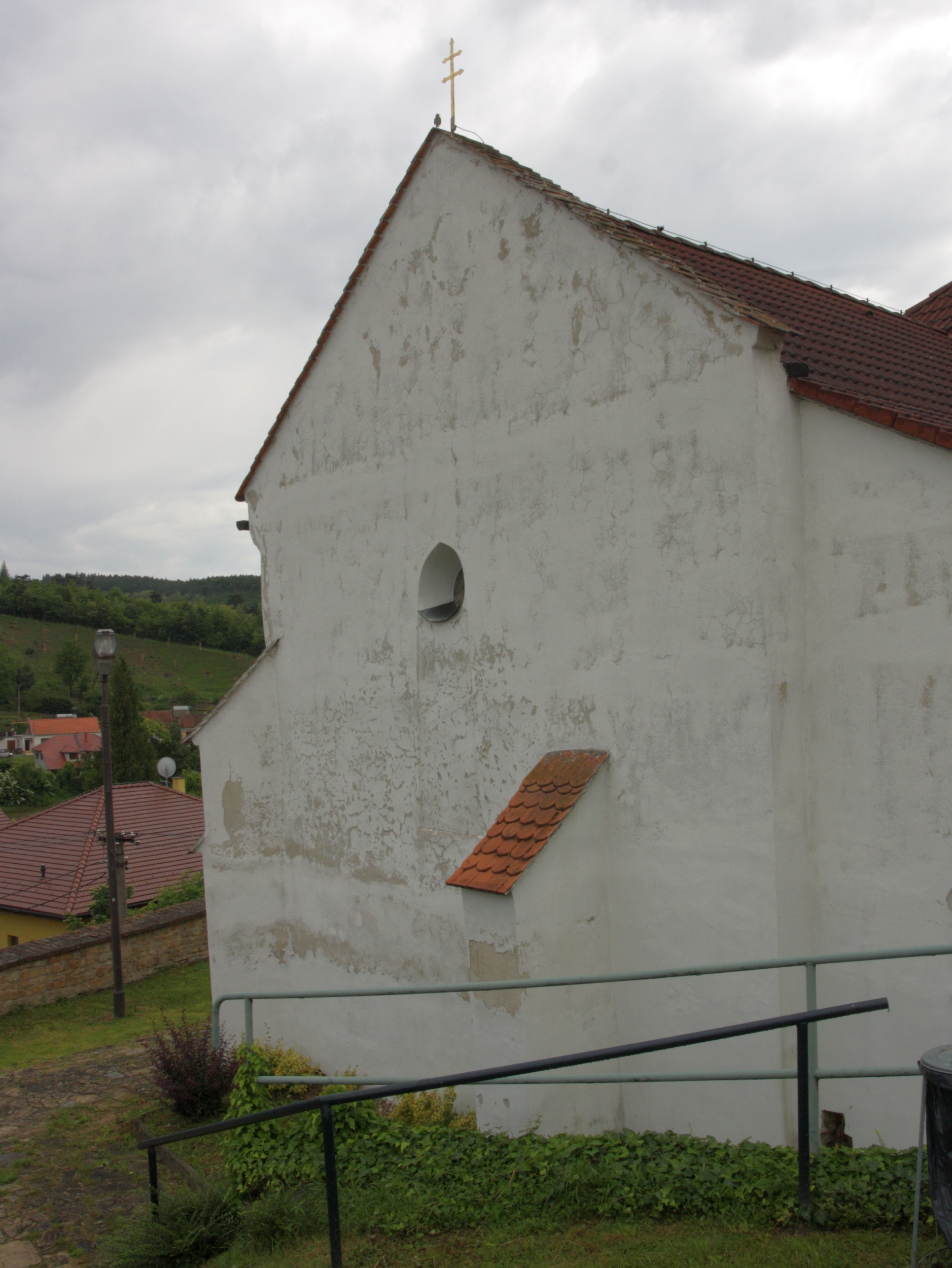
Východní průčelí kněžiště
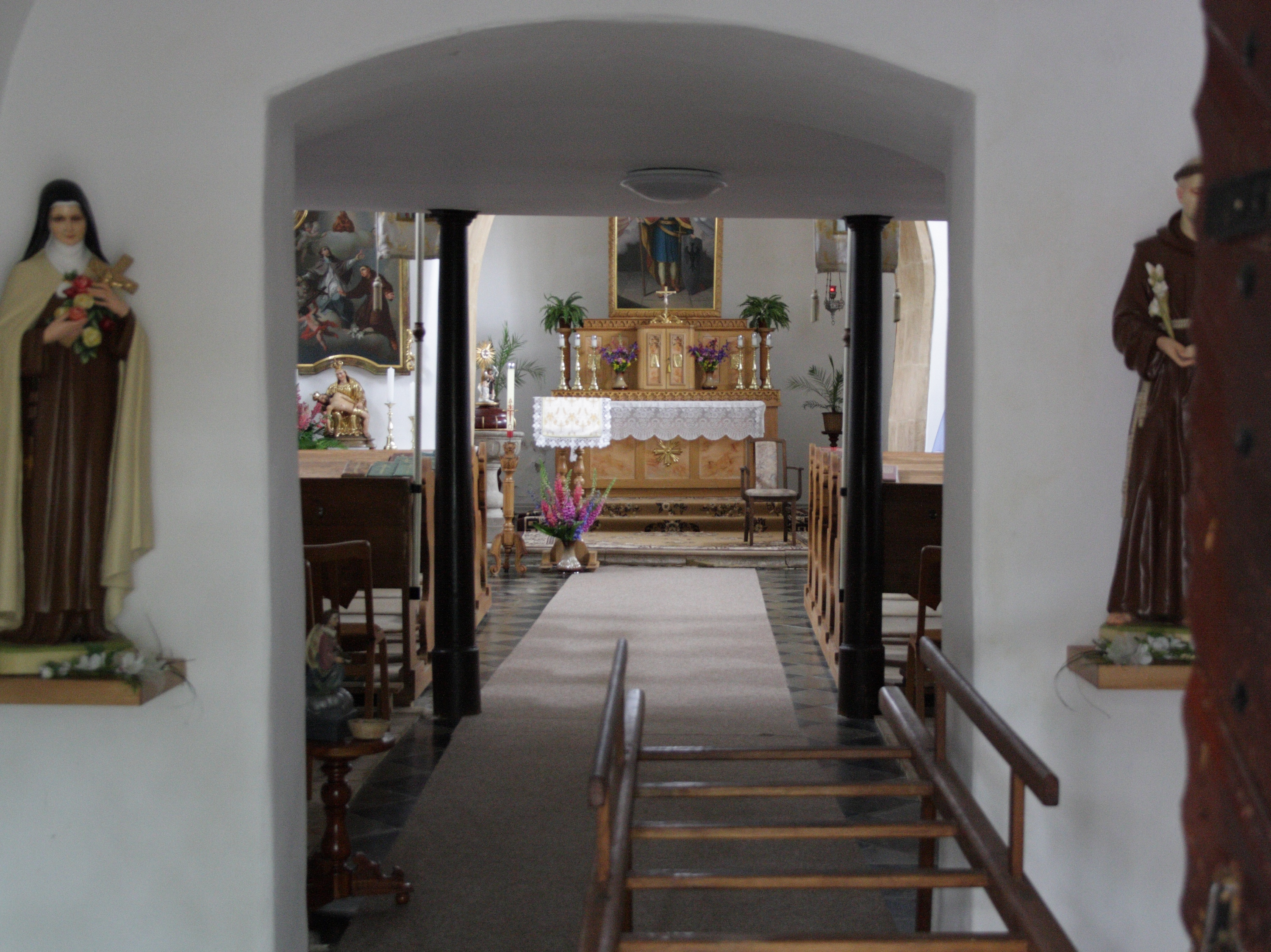
Pohled do lodě kostela přes podvěží
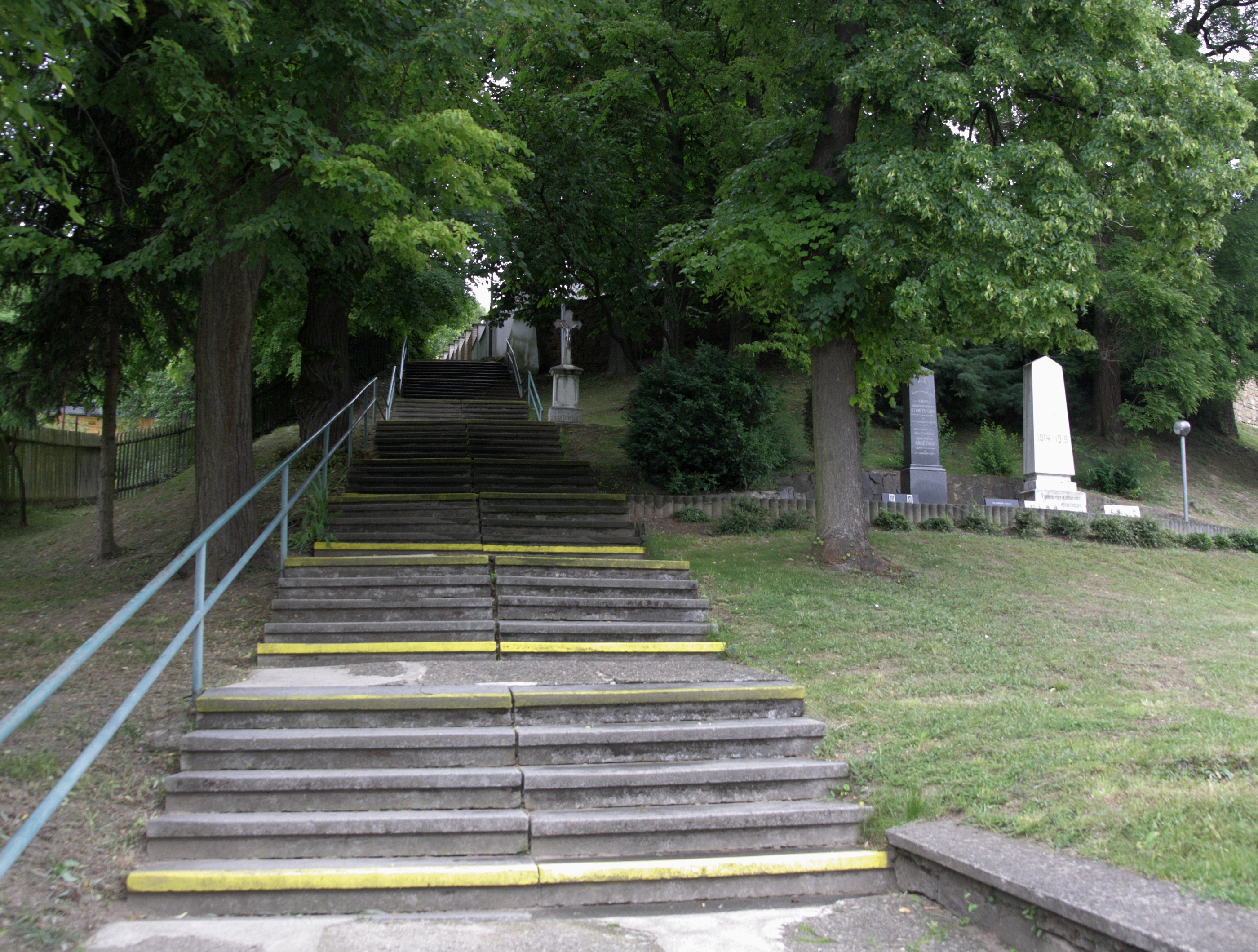
Schodiště ke kostelu
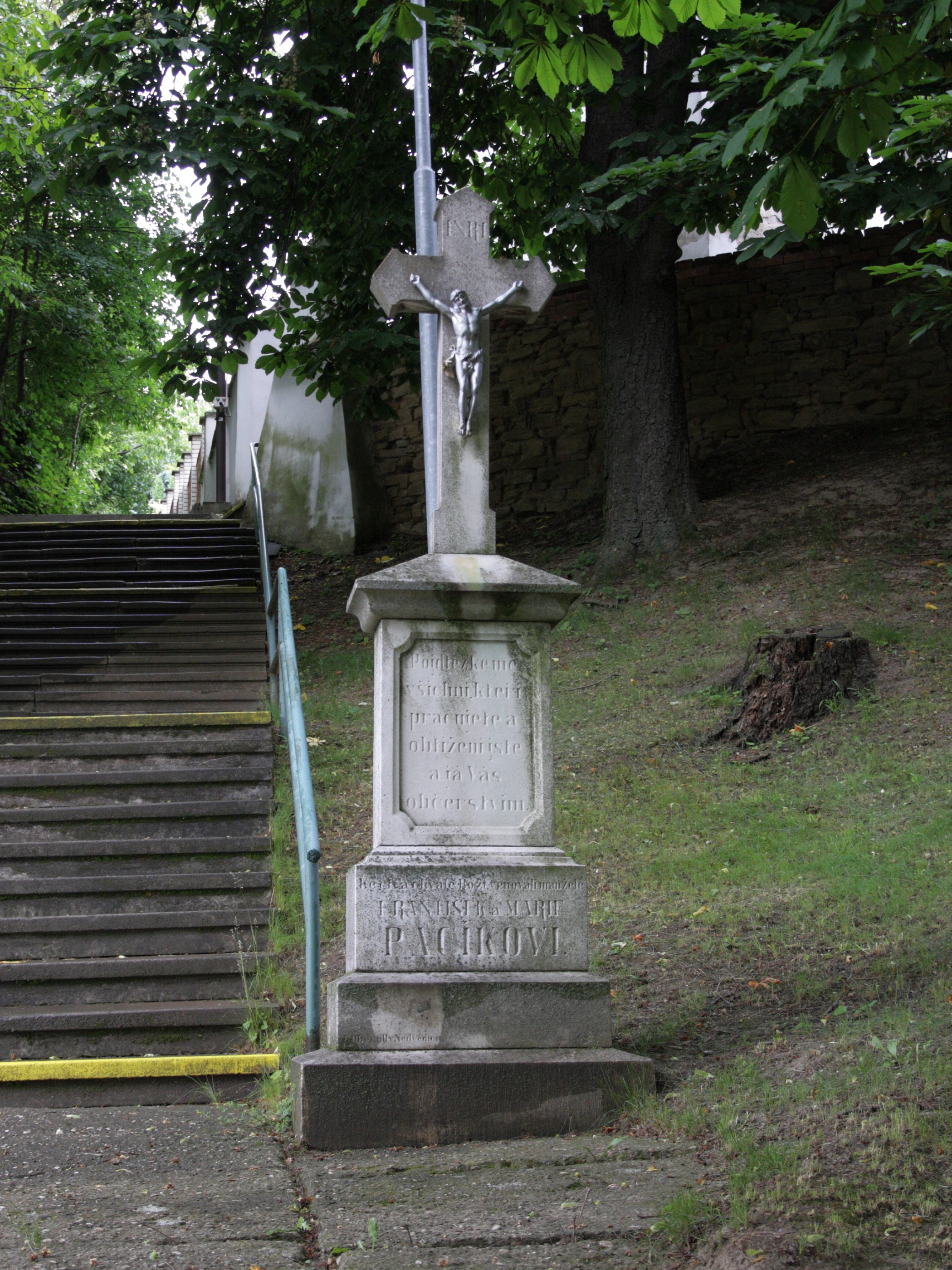
Kříž u schodiště